# Corpo dei giorni
Corpo dei giorni è un film documentario italiano del 2022 diretto dal collettivo Santabelva (Henry Albert, Saverio Cappiello, Gianvito Cofano, Nikola Lorenzin).

## Trama
Mario Tuti, ex-terrorista nero all'ergastolo, ottiene 100 giorni in libertà, in licenza straordinaria dovuta alla pandemia da coronavirus nel 2020.
Ospite nell'isolato casale di Pio, insieme a una troupe di ragazzi di un'altra generazione rispetto alla sua, si ritrova a ripercorrere il suo passato, prima di rientrare in carcere.

## Riconoscimenti
Il film è stato presentato in anteprima al Torino Film Festival 2022, dove ha vinto miglior film nel concorso documentari italiani.